# 小行星3523
小行星3523（3523 Arina）是一颗绕太阳运转的小行星，为主小行星带小行星。该小行星于1975年10月3日发现。

## 轨道参数
小行星3523的轨道半长轴为2.3716792 UA，离心率为0.137。